# Erwin Emerich
Erwin Emerich (* 1. Februar 1876 in Straßburg; † 15. Dezember 1960 in Lörrach) war ein deutscher akademischer Landschafts- und Porträtmaler. Wegen seiner vielen Porträts von Graf Ferdinand von Zeppelin ist er heute als der „Zeppelinmaler“ bekannt.

## Leben
Emerich wurde als Sohn des Straßburger Architekten Heinrich Emerich und dessen Frau Amalia, geb. Hehn, 1876 in Straßburg geboren. Sein Bruder Heinrich Emerich war langjähriger Bürgermeister der Stadt Überlingen.
Nach seinem Studium an der Kunstgewerbeschule in Straßburg unter den Professoren Seders, Daubner, Hacke und Jordan besuchte er die Akademie der bildenden Künste in Karlsruhe. Von 1898 bis 1902 war Emerich Meisterschüler von Ferdinand Keller. Seine erste eigene Kunstausstellung fand 1898 im Kunstverein Straßburg statt.
1909 beauftragte ihn die Stadt Konstanz, ihren Ehrenbürger Graf Ferdinand von Zeppelin zu malen. Es folgten die Städte Friedrichshafen, Lindau und Worms mit denselben Aufträgen. 1912 bestellte Graf Ferdinand von Zeppelin selbst bei Emerich ein Porträt als Ganzfigur für die Zeppelinsammlung im Bodensee-Museum des Vereins für Geschichte des Bodensees und seiner Umgebung, dessen Ehrenmitglied Zeppelin war. Bis zum Ersten Weltkrieg porträtierte Emerich noch zahlreiche Persönlichkeiten vom Rang und Stand, aber mit der Familie von Zeppelin verband ihn ein besonderes, fast freundschaftliches Verhältnis. Durch diese Porträts ist er heute als der „Zeppelinmaler“ bekannt.
Ab Herbst 1917 wurde Erwin Emerich als Kriegsmaler zur Mitarbeit an den Kriegswerken Die Feinde Deutschlands und seiner Verbündeten und Die Wehrmacht Deutschlands und seiner Verbündeten herangezogen. In Taganrog am Asowschen Meer und in Odessa hielt er sich bis Kriegsende auf und war dort dem Ulanenregiment 20 als Kriegsmaler zugeteilt.
Eine 1917 durch Prinz Max von Baden angekündigte Berufung zum Professor an die Akademie nach Stuttgart, die nach Kriegsende erfolgen sollte, konnte aufgrund des Kriegsausgangs und der Revolution nicht umgesetzt werden. Ende 1917 verstarb seine einzige Tochter Felicitas 14-jährig an einer Krankheit.
In den 1920er- und 1930er-Jahren erhielt er viele Aufträge für Porträts namhafter Personen, u. a. Herzog Albrecht Eugen von Württemberg als Generalfeldmarschall, Graf von Königsegg, die Freiburger Erzbischöfe Thomas Nörber und Conrad Gröber, wie auch Reichskanzler Heinrich Brüning.
Für die Zeit des Nationalsozialismus gibt es mehrere Beispiele für Porträt-Arbeiten von Adolf Hitler: Im Scan eines Zeitungsartikels der Stadt Lörrach aus Anlass des 60. Geburtstags (1936) schreibt ein unbekannter Autor:

„… In der Hauptsache aber ist Emerich weiter der Portraitmaler, und als Schöpfer mit der besten Führerbildnisse, die er auf Grund umfangreichen Aufnahmematerials seitens der Reichsstelle, des deutschen Nachrichtenbüros und der Schöpferin der Reichsparteitagsfilme, Leni Riefenstahl, ganz besonders aber aufgrund eigener Beobachtungen während seiner Aufenthalte auf dem Obersalzberg und in Berechtesgarden geschaffen hat. Diese Bildnisse des Führers, sowohl im Zivilkleid wie im Braunhemd, können tatsächlich mit zu den besten Führerbildnissen überhaupt gezählt werden. So haben Führerbilder von der Hand Emerichs bereits erworben die Städte Lörrach, Weil am Rhein, Grenzach, Rheinfelden und Bayreuth, außerdem zahlreiche der größten und bekanntesten Firmen und Persönlichkeiten in Oberbaden.“

Thomas Hauck (Urenkel von Erwin Emerich, Betreiber der Website über Erwin Emerich, siehe Weblinks) geht davon aus, dass die Mehrzahl der Dokumente und Porträts im Rahmen der Entnazifizierung zerstört wurden. Er berichtet aber auch über die Versteigerung eines Hitlerporträts von Emerich am 5. Dezember 2015 im Auktionshaus Mars in Würzburg.
Laut Hauck hat Emerich nicht an den Großen Deutschen Kunstausstellungen (1937–1944) teilgenommen (vgl. auch die Liste ausstellender Künstler). Ebenso war er nach den vorliegenden Aufzeichnungen nicht Mitglied der NSDAP.
1955 fand seine letzte Ausstellung im „Graf von Söden“-Kasino der Zahnradfabrik Friedrichshafen statt. Hier war unter anderem das von der Stadt Friedrichshafen in Auftrag gegebene Standbild des Grafen von Zeppelin ausgestellt.
1959 beantragte die Familie Brandenstein-Zeppelin den Professorentitel für ihn.
Im Dezember 1960 verstarb der Künstler im Alter von 84 Jahren. Sein Gesamtwerk schätzte der Maler zuvor auf über 5.000 Bilder. Die Bilder sind u. a. zu sehen in Zürich, Basel und New York, sowie in vielen deutschen Schlössern.